# Vệ Thận công
Vệ Thận công (chữ Hán: 衞慎公; trị vì: 414 TCN-373 TCN), tên thật là Cơ Đồi (姬穨), là vị vua thứ 37 của nước Vệ – chư hầu nhà Chu trong lịch sử Trung Quốc.
Ông là con của công tử Cơ Thích, cháu nội Vệ Kính công, vua thứ 34 nước Vệ.
Năm 415 TCN, Cơ Đồi nổi loạn giết Vệ Hoài công rồi tự lập lên ngôi, tức Vệ Thận công.
Sử ký không ghi rõ những hành trạng của ông trong thời gian ở ngôi.
Năm 373 TCN, Vệ Thận công mất, làm vua 42 năm. Con ông là Cơ Huấn lên nối ngôi, tức Vệ Thanh công.